# Recensământul populației din 2014 (Republica Moldova)

Fragment din chestionarul 2P cu privire la recenzarea persoanelor la recensământul populației și al locuințelor din 2014

Recensământul populației și al locuințelor din 2014 din Republica Moldova a fost efectuat de către Biroul Național de Statistică (BNS) în perioada 12–25 mai. În perioada de desfășurare a recensământului s-a efectuat înscrierea datelor și informațiilor despre persoană, gospodăria casnică, locuință și clădire în chestionarele de recensământ (1CL, 2P, 3SCL, 4S), aprobate de Biroul Național de Statistică. La recensământul din 2014 s-au colectat în premieră informații despre unitățile de locuit și spațiile colective de locuit, indiferent de tipul și situația ocupării acestora.
Recensământul de probă s-a efectuat în luna aprilie 2013, selectiv, asigurând posibilitatea înlăturării deficiențelor înregistrate. 
Finanțarea lucrărilor de organizare și de efectuare a recensământului, de generalizare și de publicare a rezultatelor se efectuează din contul mijloacelor bugetului de stat, precum și din surse externe, costul total al exercițiului ridicându-se la 89 de milioane de lei.

## Participare
Conform datelor preliminare oferite de BNS, cu o zi înainte de încheierea recensământului, 81% din populația țării și 87% din locuințe au fost recenzate. Conform datelor prezentate de BNS la 31 martie 2017, gradul total de acoperire al populației a fost de 91% pe întreaga țară (59 % în orașul Chișinău și 98.1 % în restul țării).
Conform datelor preliminare oferite de BNS la o conferință de presă în data de 9 iunie 2014, aproximativ 98% din locuințe (peste 1,2 milioane) au fost recenzate.

### Sfera de aplicare
- persoanele cu reședință obișnuită în Republica Moldova.
- persoanele temporar absente, aflate la muncă și la studii peste hotare.
- personalul misiunilor diplomatice și al oficiilor consulare ale Republicii Moldova.
- persoanele cu reședință temporară în Republica Moldova.

## Rezultate
Inițial se aștepta ca BNS să anunțe datele preliminare ale Recensământului populației în decembrie 2014, iar datele finale în 2015. Pe 31 decembrie 2014 Biroul Național de Statistică a publicat pe pagina oficială „Nota informativă privind rezultatele preliminare ale Recensămîntului Populației și Locuințelor din Republica Moldova în anul 2014”. Conform acesteia populația țării a scăzut la 2.913.281 persoane, în pofida faptului că la alegerile parlamentare din 30 noiembrie 2014 au fost înregistrați 3.226.446 de alegători. La 1 ianuarie 2014 BNS estimase numărul total al populației stabile la 3.557.664, pe când cel al populației prezente constituia 3.413.200 locuitori. Într-un comunicat de presă din 14 ianuarie 2015 BNS a declarat că conform alin. (2) art.9 al Legii nr.90 din 26.04.2012 rezultatele finale vor fi diseminate în 27 de luni de la data recensământului.
La 31 martie 2017 BNS a prezentat o serie de rezultate preliminare ale recensământului. Astfel, conform estimărilor BNS, populația Republicii Moldova la momentul recensământului ar fi constituit 2 998 235 persoane. 51.8 % din populație o reprezintă femeile, 48.2 % - bărbați.
De asemenea, au fost înregistrate, libera declarație și dorință a persoanelor recenzate, informație despre etnie. Astfel,  2 754, 7 mii persoane și-au declarat etnia (98,2% din total populație recenzată). Dintre persoanele care și-au declarat etnia: moldoveni - 75,1%, români - 7,0%, ucraineni – 6,6%, găgăuzi - 4,6%, ruși - 4,1%, bulgari - 1,9%, romi – 0,3%, iar alte etnii constituie 0,5% din populație.

## Structura etnică a populației Republicii Moldova (fără teritoriul din stânga Nistrului) din 2014
Structura lingvistică a Republicii Moldova, conform recens. din 2014
     moldovenească (56,7%)
     română (23,5%)
     rusă (9,7%)
     ucraineană (3,9%)
     găgăuză (4,2%)
     bulgară (1,5%)
     alta/nedeclarată (0,2%)
| Etnie                    | Populație | % din total | % creștere/descreștere față de recesământul anterior din 2004 |
| ------------------------ | --------- | ----------- | ------------------------------------------------------------- |
| Moldoveni                | 2.068.058 | 73,7%       | ▼ 2,1%                                                        |
| Români                   | 192.800   | 6,9%        | ▲ 4,7%                                                        |
| Ucraineni                | 181.035   | 6,5%        | ▼ 1,9%                                                        |
| Găgăuzi                  | 126.010   | 4,5%        | ▲ 0,1%                                                        |
| Ruși                     | 111.726   | 4,0%        | ▼ 1,9%                                                        |
| Bulgari                  | 51.867    | 1,8%        | ▼ 0,1%                                                        |
| Țigani/Romi              | 9.323     | 0,3%        | ▼ 0,1%                                                        |
| Celelalte grupuri etnice | 13.900    | 0,5%        | ▼ 0,2%                                                        |
| Nu au declarat etnia     | 50.082    | 1,8%        | ▲ 1,4%                                                        |
| Total                    | 2.804.801 | 100%        | ▼                                                             |

## Critici
Până la și o dată cu încheierea recensământului, multe persoane s-au arătat indignate pe rețelele de socializare că în decursul a celor două săptămâni de recenzare, pe la casele lor recenzorul nu a trecut nici măcar o dată.
Cu toatea astea, Lucia Spoială, directorul Biroului Național de Statistică, a afirmat: 
„Nu se prelungește termenul (n.r. recensământului). Recensamântul este un exercițiu statistic, care permite o abatere de la plus minus 6%.”
Totodată, BNS anunțase că recensământul nu a trecut fără incidente. Astfel, doi recenzori au fost abuzați sexual, doi au fost agresați fizic, iar unul ar fi fost înjunghiat.
După ce pe 31 decembrie 2014 Biroul Național de Statistică a publicat pe pagina oficială o notă informativă privind rezultatele preliminare ale recensământului, la scurt timp, câtorva instituții mass-media le-au parvenit date statistice suplimentare referitoare la etnie și limba vorbită de populație, comunicate de pe o adresă de Gmail. Potrivit acestora, majoritatea populației autohtone s-a declarat vorbitoare de limbă română, iar un procent de 23,8% din cei recenzați s-au declarat români (de zece ori mai mult față de exercițiul anterior), ceea ce a determinat instituțiile media să titreze că "limba română a învins limba moldovenească în Republica Moldova" și că „noțiunea de limbă moldovenească a devenit istorie”. Biroul Național de Statistică a condamnat acest caz și a emis un comunicat în care se spune că adresa de e-mail de pe care s-au trimis datele este falsă, iar BNS nu poartă nici o răspundere pentru această informație și menționând că BNS exclude o scurgere de informații. Totodată BNS a sesizat Procuratura Generală, Ministerul Afacerilor Interne și Serviciul de Informații și Securitate să ancheteze cazul. BNS a mai precizat că datele cu privire la etnie și limba maternă urmează să fie publicate abia după alegerile locale din 2015.